# Paratada albolineata
Paratada albolineata là một loài bướm đêm trong họ Noctuidae.